# تورنوس

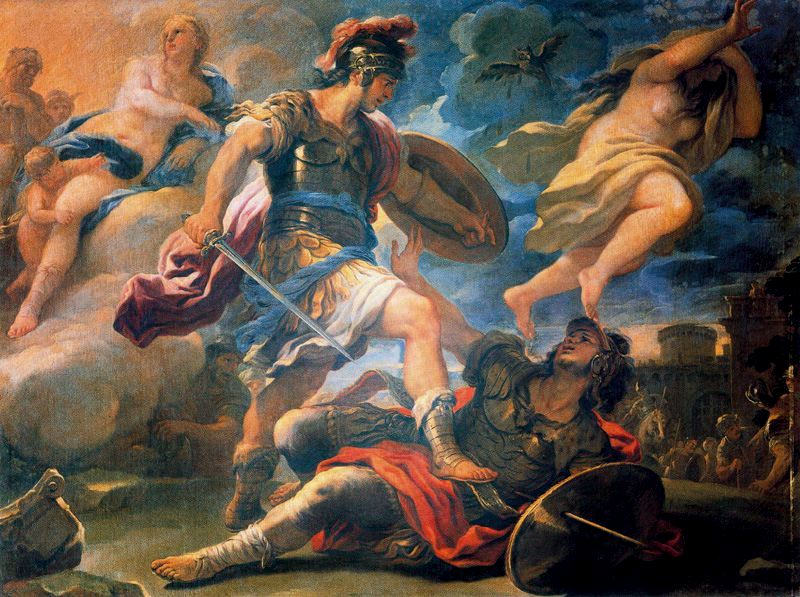
آینیاس تورنوس را شکست می‌دهد (نقاشی از لوکا جوردانو)

در انه‌ایدِ ویرژیل، تورنوس (به لاتین: Turnus) پادشاه روتولان، دشمن اصلی آینیاس و نامزد لاوینیا بود. علی‌رغم نامزدی‌اش با لاوینیا، لاتینوس پس از پاگذاشتن آینیاس در ایتالیا دخترش را به آینیاس داد. پس تورنوس که نمی‌توانست ببیند یک بیگانه (آینیاس) را به او ترجیح داده باشند، به جنگ مهاجران تروایی (که آینیاس نیز از جمله آنان بود) رفت، پالاس (فرزند اواندر و متحد آینیاس) را کشت و کمربندش را به‌غنیمت گرفت، اما بعد به‌دست آینیاس کشته شد.
حامیان او عبارت بودند از: آماتا، همسر لاتینوس؛ یوتورنا، خواهر او و الههٔ چشمه‌ها و رودها؛ مِتسِنتیوس، پادشاه اتروسکان؛ کامیلا، ملکهٔ وُلسکیان که او را در برابر آینیاس حمایت کرد.